# Marek Dziuba
Marek Dziuba (Łódź, 1955. december 19. –) világbajnoki bronzérmes lengyel labdarúgó, hátvéd.

## Pályafutása

### Klubcsapatban
1973 és 1984 között az ŁKS Łódź, 1984 és 1987 között a Widzew Łódź labdarúgója volt. A Widzewwel egy lengyel kupagyőzelmet ért el. 1987 és 1992 között a belga Sint-Truidense játékosa volt

### A válogatottban
1977 és 1984 között 53 alkalommal szerepelt a lengyel válogatottban és egy gólt szerzett. Az 1982-es spanyolországi világbajnokságon bronzérmet szerzett ez együttessel.

## Sikerei, díjai
Lengyelország
- Világbajnokság
  - bronzérmes: 1982, Spanyolország

 Widzew Łódź
- Lengyel kupa
  - győztes: 1985